# 梅田岩樹
梅田 岩樹（うめだ いわき、明治5年9月16日（1872年10月18日） - 1939年（昭和14年）7月8日）は、大日本帝国陸軍軍人。最終階級は陸軍少将。功四級。

## 経歴・人物
福岡県出身。1895年（明治28年）陸軍士官学校第6期卒業。
1915年（大正4年）2月に沖縄警備隊区司令官を経て、1916年（大正5年）8月に陸軍歩兵大佐・歩兵第71連隊長（第5師団）に任官。シベリア出兵に参戦し、ウスリー沿線の掃討戦を経てザバイカルへ進軍した。
その後、1920年（大正9年）8月に陸軍少将・歩兵第9旅団長を経て、1923年（大正12年）8月に待命。翌月、予備役に編入した。

## 栄典
- 1895年（明治28年）11月15日 - 正八位[4]
- 1897年（明治30年）12月15日 - 従七位[5]